# Tempête (film, 2022)
Pour les articles homonymes, voir Tempête (homonymie).
Pour plus de détails, voir Fiche technique et Distribution.
Tempête est un film franco-canadien réalisé par Christian Duguay, sorti en 2022.
Il s'agit de l'adaptation du roman Tempête au haras (2012) de Christophe Donner.

## Synopsis
Zoé qui a grandi au milieu des chevaux n'a qu'un rêve, devenir jockey. Un soir d'orage, sa pouliche Tempête, affolée, la renverse et vient lui piétiner le dos ; elle ne marchera plus. Déterminée, elle va tenter l'impossible, pendant des années, pour réaliser son rêve.

## Fiche technique
Sauf indication contraire, les informations mentionnées dans cette section peuvent être confirmées par la base de données cinématographiques Unifrance,  présente dans la section « Liens externes ».
- Titre original : Tempête
- Réalisation : Christian Duguay
- Scénario : Christian Duguay et Lilou Fogli, d'après le roman Tempête au haras de Christophe Donner
- Musique : Michel Cusson
- Décors : Frédérique Doublet et Frédéric Grandclere
- Photographie : Christophe Graillot
- Montage : Maxime Lahaie et Sylvain Lebel
- Production : Mathieu Ageron, Maxime Delauney, Christian Duguay, Marie-Claude Poulin et Romain Rousseau
- Coproduction : Ardavan Safaee et Nathalie Toulza-Madar
- Production associée : Marie de Cénival et Mikaël Govciyan
- Sociétés de production : Nolita ; France 2 Cinéma et Pathé Films (coproductions)
- Société de distribution : Pathé Films
- Pays de production :  France /  Canada
- Langue originale : français
- Format : couleur — 2,35:1 — son 5.1
- Genre : comédie dramatique
- Durée : 109 minutes
- Dates de sortie :
  - Suisse : 18 septembre 2022 (Festival du film français d'Helvétie)[2]
  - France, Québec, Suisse romande: 21 décembre 2022
  - Belgique : 28 décembre 2022

## Distribution
- Mélanie Laurent : Marie
- Pio Marmaï : Philippe
- Kacey Mottet-Klein : Sébastien
- Carmen Kassovitz : Zoé à 17 ans
  - Charlie Paulet : Zoé à 12 ans
  - June Benard : Zoé à 5 ans
- Danny Huston : Cooper
- Carole Bouquet : Monica Cooper
- Atmen Kelif : Haddid
- Hugo Becker : Pierre
- Paul Bartel : Kévin Barillot

## Production

### Tournage
Le tournage a lieu au haras de Senlis et en Normandie, notamment dans la Manche sur les plages d'Utah Beach, sur celles du cap de Carteret (Barneville-Carteret) et dans les dunes d'Hatainville (Les Moitiers-d'Allonne).

## Accueil

### Box-office
| Pays ou région | Box-office      | Date d'arrêt du box-office | Nombre de semaines |
| -------------- | --------------- | -------------------------- | ------------------ |
| France         | 710 608 entrées | 28 février 2023            | 10                 |
| Total mondial  | 4 125 545 $     | -                          | -                  |

## Distinctions

### Nominations et sélections
- Festival du film français d'Helvétie 2022 : « Podium »[2]
- Festival de films francophones Cinemania 2022 : « film de clôture »[6]